# Ambite
Ambite är en kommun i Spanien.   Den ligger i den autonoma regionen Madrid, i den centrala delen av landet, 50 km öster om huvudstaden Madrid. Antalet invånare är 697 (2024).